# Las Bandidas
 (срп. Одметнице) колумбијско-венецуеланска је теленовела, продукцијске куће РТИ, снимана у копродукцији са мексичком Телевисом током 2012. и 2013.

## Синопсис
Фабиола, Корина и Ампаро Монтоја су "Одметнице", кћерке власника хацијенде "Лас Толванерас", Олегарија Монтоје. Прича прати њихове љубави, али и вечито ривалство између њихове породице и породице Родрига Оразабала.
Фабиола је запањујуће лепа девојка јаке личности и најстарија је Олегариова кћерка. Отац ју је задужио за управљање породичним имањем "Лас Толванерас“. Ову одлучну цуру, која обожава живот на хацијенди дефинишу три кључне особине: независна природа, гнушање над неправдом и безусловна љубав према породици, посебно према оцу, кога веома поштује и за кога је спремна на највеће жртве. Међутим, Фабиола не слути да угледни Олегарио Монтоја крије мрачне тајне које ће угрозити не само њену будућност, већ и осећања.
Она је у вези са Серхиом Наваром, са којим планира и брак, али који у њој није успео да пробуди страст коју ће већ при првом сусрету разбуктати ветеринар Алонсо Касерес. Међутим, љубав која ће планути међу њима биће угрожена љубомором, и то када се појави Алонсова прва супруга. Поред тога, Фабиолина маћеха Малена учиниће све да освоји згодног ветеринара и уништи пасторкину срећу…

## Ликови
- Фабиола Монтоја (Ана Лусија Домингез) - Лепотица снажног карактера која оставља без даха, најстарија је ћерка Олегарија Монтоје. Води администрацију имања. Њене три главне особине су самосталност, неподношење неправде и велика љубав према породици, посебно према оцу.
- Алонсо Касерес (Марко Мендез) - Привлачни, одважни и тајанствени ветеринар који у Сан Лоренсо долази како би се суочио са својом прошлошћу и залечио психолошке трауме које су му обележиле живот јер је био сведок догађаја који су узроковали смрт Тулија Ирасабала и уништење Толванераса. Одише самопоуздањем и зрелошћу у ставу и изричају, што је привлачно женама. Живот ће му се заувек променити када упозна Фабиолу Монтоју и заљуби се у њу.
- Олегарио Монтоја (Данијел Луго) - Власник имања. Фабиолин, Коринин и Ампарин отац. Паметан, диктаторски настројен и циничан човек који мисли својом главом и мрзи када му се противречи. Једина слабост су му његове три ћерке које обожава. Долази из сиромашне породице, али постаје десна рука Тулија Ирасабала, након чије се смрти ожени његовом удовицом и преузима његов ранч и земљу.
- Ампаро Монтоја (Марџори Магри) - Олегаријева најмлађа ћерка. Весела и брижна девојка која воли да сањари. Каткад до изражаја дође њена незрелост, превртљивост, а понекад и грубост и понос. Враћа се на имање након студија у иностранству и поново среће Рубена, радника на имању који је потајно заљубљен у њу.
- Малена Монтоја (Клаудија Ла Гата) - Олегаријева друга жена. Привлачна и ташта манипулаторка, амбициозна и лицемерна. Удала се за Олегарија само како би постигла друштвени статус и финансијску сигурност. Има тајну везу са Серхиом, Фабиолиним дечком. Кад Фабиола открије њену превару, постаје јој најљућа непријатељица.
- Родриго Ирасабал (Гиљермо Давила) - Олегаријев непријатељ. Власник је ранча Ирасабал. Познат је и привлачан биолог и брат покојног Тулија Ирасабала. Осим што се бави биологијом и генетским инжењерингом како би побољшао коњске расе, бави се и узгојем коња. Љубазан је, софистициран и резервисан. Одржава старо непријатељство са Олегариom, кога криви за братову смрт. Прави конфликт започиње када упозна Kоринu Монтоjу и заљуби се у њу.
- Рубен Михарес (Кристијан Мегафни) - Зенеидин син. Радник на имању Лас Бандидас, где и живи. Сањар је, ентузијаста и емотивац. Увек је на располагању за рад и помоћ коме је потребно. Потајно је заљубљен у Ампаро још од њиховог детињства. Али када се она врати, Рубен је разочаран јер схвата да више није иста - сада је хладна и стално наглашава разлике у њихову социјалном статусу.
- Серхио Наваро (Јен Паул Леру) - Фабиолин дечко и Олегаријева десна рука. Згодан и лицемеран женскарош који стекне Олегаријево поверење лажном оданошћу и тиме што је свима на располагању. Серхио жели да постане део породице како би се финансијски обезбедио, а у међувремену одржава тајни однос са Маленом. Серхио такође има везе са трагедијом у прошлости и обележио је животе неких ликова.
- Зенеида (Каридад Канелон) - Рубенова мајка. Одржава кућу на имању и жена је од поверења Олегарија Монтоје, који јој се каткад обраћа за савет. Зенеида је одувек волела Олегарија, макар ју је његово арогантно и безобзирно понашање више пута нагнало да размишља о одласку. Међутим, љубав коју осећа према девојкама, које доживљава као рођене ћерке, натерала ју је да остане на ранчу и брине се о њима.
- Рејналдо Кастиљо (Габријел Париси) - Привлачан млади опортуниста лажног и себичног понашања. Ампаро започне везу са њим и заврше у браку. Али не воли га и када постане свесна својих осећања према Рубену, оставља Рејналда и тада увиђа каква је његова права личност. Тера Ампаро на сексуалне односе и оставља јој трауме, које ће она излечити само захваљујући Рубеновој љубави.
- Висенте Урибе (Хектор Пења) - Интелигентан и привлачан младић доброг расположења. Бивши Коринин колега са факултета. Висенте ради у лабораторији Родрига Ирасабала, којег доживљава као оца. Поновни сусрет са Корином промениће му живот јер ће се заљубити у њу.
- Матакан (Карлос Круз) - Олегаријев човек од поверења који извршава његове наредбе. Тајанствен и нагао. Одан Олегарију због дуга: спасио му је живот кад је требало да га убију и отад му је безусловно одан. Његов живот је тајна. Нико не зна колико мртвих носи на души. Човек коме ништа није тешко и коме смрт не представља морални конфликт. Матакан можда има и непризнату децу. Једно од њих ближе му је него што мисли.

## Улоге
| Глумац:             | Улога:           |
| ------------------- | ---------------- |
| Ана Лусија Домингез | Фабиола Монтоја  |
| Марко Мендез        | Алонсо Касерес   |
| Данијел Луго        | Олегарио Монтоја |
| Данијела Баскопе    | Корина Монтоја   |
| Марџори Махри       | Ампаро Монтоја   |
| Клаудија Ла Гата    | Малена Монтоја   |
| Гиљермо Давила      | Родриго Ирасабал |
| Кристијан Мегафни   | Рубен Михарес    |
| Јен Паул Леру       | Серхио Наваро    |
| Каридад Канелон     | Зенеида          |
| Габријел Париси     | Рејналдо Кастиљо |
| Хектор Пења         | Висенте Урибе    |
| Карлос Круз         | Матакан          |
| Гонсало Куберос     | Панчо            |
| Милена Сантандер    | Фермина          |
| Лауреано Оливарес   | Ремихио          |
| Ејлин Абад          | Миријам          |
| Сандра Дијаз        | Бетсабе          |
| Хектор Пења         | Висенте Риверо   |
| Сабрина Салвадор    | Динора           |